# 上西門院兵衛

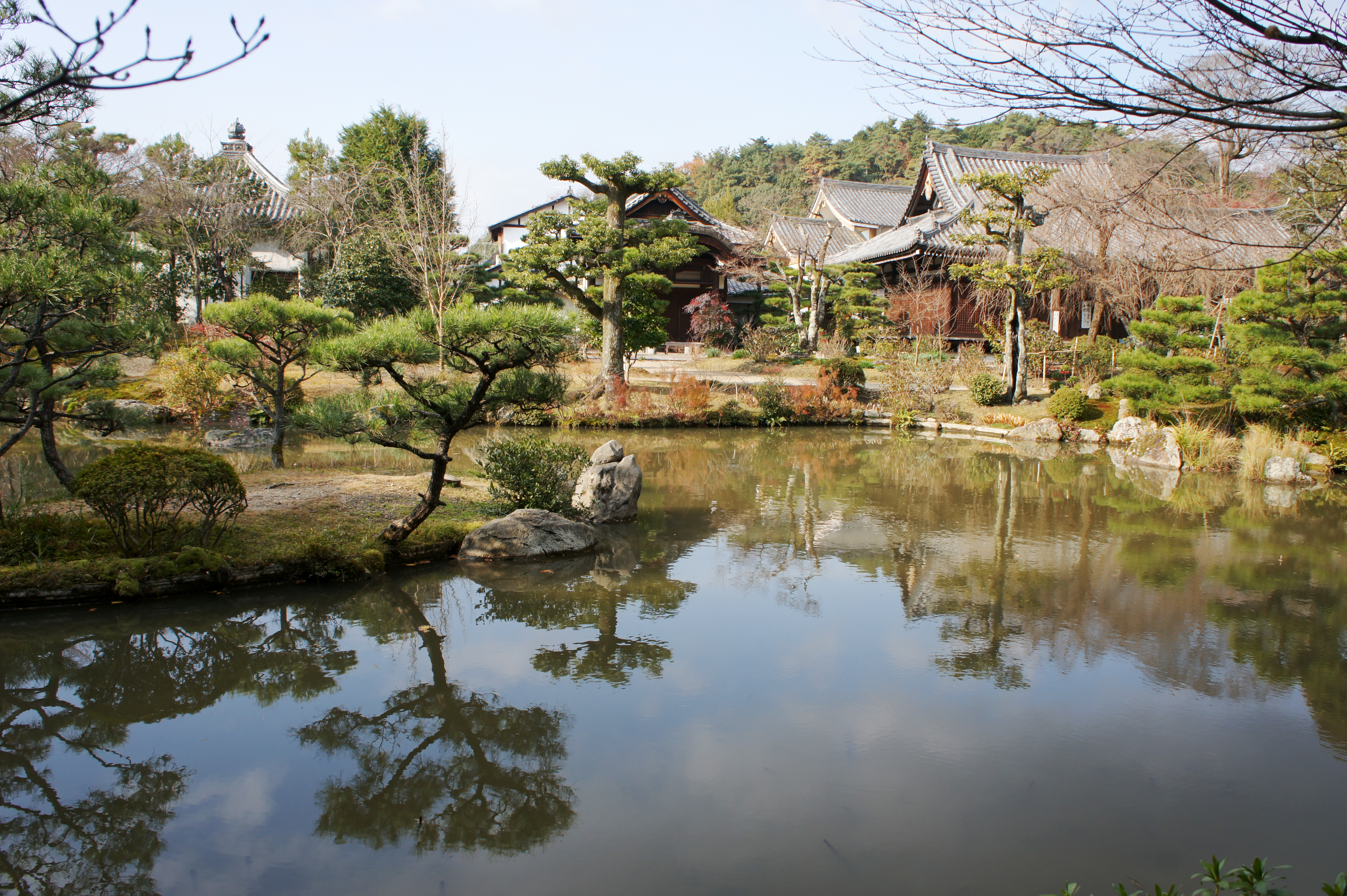
待賢門院が中興し後に上西門院も住した法金剛院

上西門院兵衛（じょうさいもんいんのひょうえ、生年不詳 - 寿永2–3年頃（1183–84年頃）は、平安時代後期の女流歌人。父は村上源氏の神祇伯源顕仲。待賢門院兵衛（たいけんもんいんのひょうえ）、前斎院兵衛（さきのさいいんのひょうえ）、右兵衛督（うひょうえのかみ）などともいった。
姉妹には、いずれも勅選歌人である待賢門院堀河・大夫典侍・散位重通妾がいる。
姉の堀河と共に鳥羽院の中宮だった待賢門院（藤原璋子）に出仕、後にその皇女で斎院を退いた後の上西門院（統子内親王）に出仕した。1160年（永暦元年）上西門院の落飾に従い出家している。藤原実家・藤原惟方・西行など歌人との幅広い交流があった。『金葉和歌集』以降の勅撰集、『久安百首』、西行の『山家集』などに作品を残している。

## 逸話
- 堀河との姉妹連歌[2]が記録されている。

- 西行『聞書集』の、戦乱で武士が数多く死ぬことに触れた続きに、兵衛の句に西行が上句を付けている箇所がある[3]。

だが戦乱の中、兵衛の死を聞いて、
どのような経緯で兵衛が仏舎利を伝えていたのかはわからないが、それを形見にすると約束していた程なので、西行との深いつながりがうかがえる。

## 作品
| 歌集名         | 作者名表記        | 歌数 | 歌集名         | 作者名表記        | 歌数 | 歌集名         | 作者名表記   | 歌数 |
| -------------- | ----------------- | ---- | -------------- | ----------------- | ---- | -------------- | ------------ | ---- |
| 後拾遺和歌集   |                   |      | 金葉和歌集     | 待賢門院兵衛      | 1    | 詞花和歌集     |              |      |
| 千載和歌集     | 上西門院兵衛      | 9    | 新古今和歌集   | 上西門院兵衛      | 2    | 新勅撰和歌集   | 上西門院兵衛 | 1    |
| 続後撰和歌集   | 上西門院兵衛      | 2    | 続古今和歌集   |                   |      | 続拾遺和歌集   | 上西門院兵衛 | 1    |
| 新後撰和歌集   |                   |      | 玉葉和歌集     | 兵衛 上西門院兵衛 | 1    | 続千載和歌集   | 上西門院兵衛 | 3    |
| 続後拾遺和歌集 | 上西門院兵衛      | 1    | 風雅和歌集     | 上西門院兵衛      | 2    | 新千載和歌集   | 上西門院兵衛 | 1    |
| 新拾遺和歌集   | 兵衛 上西門院兵衛 | 1 2  | 新後拾遺和歌集 |                   |      | 新続古今和歌集 | 上西門院兵衛 | 1    |

| 名称           | 時期                     | 作者名表記             | 備考 |
| -------------- | ------------------------ | ---------------------- | ---- |
| 西宮歌合       | 大治3年（1128年）8月29日 | 兵衛督君 兵衛君 兵衛督 |      |
| 南宮歌合       | 大治3年（1128年）9月21日 | 兵衛君                 |      |
| 住吉歌合       | 大治3年（1128年）9月28日 | 兵衛君                 |      |
| 右衛門督家歌合 | 久安5年（1149年）6月28日 | 前斎院兵衛顕仲伯女     |      |
| 久安百首       | 久安6年（1150年）        | 上西門院 兵衛          |      |

私家集
- 『兵衛殿の家の集』があったという[4]伝存しない。